# Залесе (Монецький повіт)
Залесе (пол. Zalesie) — село в Польщі, у гміні Моньки Монецького повіту Підляського воєводства.
Населення — 83 особи (2011).
У 19751998 роках село належало до Білостоцького воєводства.

## Демографія
Демографічна структура станом на 31 березня 2011 року:
|          | Загалом | Допрацездатний вік | Працездатний вік | Постпрацездатний вік |
| -------- | ------- | ------------------ | ---------------- | -------------------- |
| Чоловіки | 48      | 7                  | 32               | 9                    |
| Жінки    | 35      | 4                  | 22               | 9                    |
| Разом    | 83      | 11                 | 54               | 18                   |